# Florian Hübner
Florian Hübner (Wiesbaden, 1 de marzo de 1991) es un futbolista alemán que juega de defensa en el SV Wehen Wiesbaden de la 3. Liga.
Es hermano del exfutbolista Benjamin Hübner.

## Trayectoria
Florian Hübner comenzó su carrera como futbolista en el SV Wehen Wiesbaden en el año 2009. Tras dos temporadas en el club ficha por el Borussia Dortmund, donde forma parte de su filial.
Durante dos temporadas, de 2011 a 2013, disputa 48 partidos y marca 4 goles en el filial del Dortmund, marchándose al SV Sandhausen. Los buenos números que cosechó en este club, con 65 partidos disputados y 6 goles marcados le llevaron a fichar por el Hannover 96, equipo con el que debutó en la Bundesliga durante la temporada 2017-18. Hübner jugó 9 partidos en la máxima categoría del fútbol alemán con el club de Hannover.
En 2018 ficha por el F. C. Union Berlin de la 2. Bundesliga, con el que logra el ascenso en esa misma temporada a la Bundesliga, por primera vez en la historia del club berlinés.
El 14 de mayo de 2021 ficha por el 1. F. C. Núremberg.

## Clubes
| Club                 | País     | Año       |
| -------------------- | -------- | --------- |
| SV Wehen Wiesbaden   | Alemania | 2009-2011 |
| Borussia Dortmund II | Alemania | 2011-2013 |
| SV Sandhausen        | Alemania | 2013-2016 |
| Hannover 96          | Alemania | 2016-2018 |
| F. C. Union Berlin   | Alemania | 2018-2021 |
| 1. F. C. Núremberg   | Alemania | 2021-2024 |
| SV Wehen Wiesbaden   | Alemania | 2024-     |